# César Yauri Huanay
César Yauri Huanay (Ahuaycha, Huancavelica, 1962) es un pintor peruano.

## Reseña biográfica
César Yauri Huanay nació en el distrito peruano de Ahuaycha, en el departamento de Huancavelica el año 1962. Después de terminar sus estudios en Pampas y alentado por su profesor de arte, Julio Camac (Chipchi), Yauri viaja a Lima deseoso de ingresar a la Escuela Nacional Superior Autónoma de Bellas Artes del Perú, institución fundada por su paisano Daniel Hernández. En las calles limeñas pregunta por la Escuela pero nadie le da razón. Según narra Antonio Muñoz en 1995, un día domingo caminando por la "Colmena", por donde se exhiben cuadros "para turistas" le orientan, le dan la dirección y al siguiente día, regresa ilusionado y averigua los requisitos para la inscripción. Se prepara con ahínco e ingresa 

"Mi emoción no tuve con quien compartirla"

 nos dice. 

"Caminé por las calles solo, no sé cuanto tiempo".

En 1989 egresa de la Escuela Nacional Superior Autónoma de Bellas Artes del Perú con la promoción “Kawsaq Yupi” (Huella Viviente) obteniendo el Primer Premio “Surmeban”. Ha expuesto en varias exposiciones colectivas. Su primera Individual fue en 1991 en la Galería Vargas de Camino Real en el distrito de San Isidro y su Segunda Individual en 1992 en la Galería L'Imaginaire de la Alianza Francesa en el distrito de Miraflores.
La pintura de Yauri reivindica a su estirpe en lo más representativo de sus costumbres festivas y mágico religiosas.
El pasado 21 de noviembre del 2007 con una obra hiperrealista titulada "Sueño de una madre", este pintor gana el primer lugar del XVI Premio López-Villaseñor de Artes Plásticas en Ciudad Real, capital de la provincia del mismo nombre (Castilla-La Mancha)- España. Esta obra, donde aparece una mujer tendida sobre un diván que percibe en sueños la llegada de su hija, destacó entre otras piezas que se presentaron al concurso.
No es el primer galardón conseguido en España por este pintor, pues el 2005 recibió su bautizo triunfal europeo al conseguir el primer premio de pintura en la IX Exposición Internacional de Pintura y Fotografía Ciudad de Alcázar de San Juan 2005, Ciudad Real, con la obra "Quijote pensando en Dulcinea". Curiosamente para estas dos obras utilizó la misma modelo: Noelia Recuero de La Muñoza.
Los diarios de la Ciudad Real abundan en elogios. Se dice por ejemplo: "El gran impacto visual". Y es que cualquiera que haya tenido la oportunidad de contemplar el cuadro puede comprobar su enorme similitud a una fotografía. Destaca el dominio del hiperrealismo. Es muy accesible al mismo tiempo que el autor demuestra desarrollar con gran dominio la técnica.

## Obras
| N.º | Obra                 | Dimensiones   | Tipo de obra  |
| --- | -------------------- | ------------- | ------------- |
| 1   | “Huella Ancestral”   | 1.00 x 65 cm. | técnica mixta |
| 2   | “Sueño de Barro”     | 81 x 65 cm.   | técnica mixta |
| 3   | “Manto de Piedra”    | 81 x 65 cm.   | técnica mixta |
| 4   | “Manto de Otoño”     | 81 x 65 cm.   | técnica mixta |
| 5   | “Sueño de Tinya”     | 1.00 x 80 cm. | técnica mixta |
| 6   | “De Barro y Lluvia”  | 72 x 59 cm.   | técnica mixta |
| 7   | “Bruma del Recuerdo” | 72 x 64 cm.   | técnica mixta |
| 8   | “Espíritu Ancestral” | 1.00 x 80 cm. | técnica mixta |
| 9   | “Corazón de Apu”     | 1.50 x 1.00   | técnica mixta |
| 10  | “Puertas de barro”   | 120 x 100 cm. | técnica mixta |
| 11  | “Sombra Ancestral”   | 73 x 64 cm.   | técnica mixta |
| 12  | “Sombra Ancestral”   | 73 x 64 cm.   | técnica mixta |

| N.º | Obra                           | Dimensiones     | Tipo de obra      |
| --- | ------------------------------ | --------------- | ----------------- |
| 1   | “Chaska”                       | 81 x 65 cm.     | técnica mixta     |
| 2   | “En el Sueño de una Madre”     | 1.95 x 1.62 m.  | óleo sobre lienzo |
| 3   | “Quijote pensando en Dulcinea” | 1.95 x 1.62 m.  | técnica mixta     |
| 4   | “Silencio de Tinyas”           | 90 x 70 cm.     | técnica mixta     |
| 5   | “Chuspa”                       | 92 x 73 cm.     | técnica mixta     |
| 6   | “Pera”                         | 25 x 20 cm.     | técnica mixta     |
| 7   | “¿Porqué...?”                  | 1.46 x 1.00 cm. | técnica mixta     |
| 8   | “Encantos en la Piedra”        | 81 x 65 cm.     | óleo sobre lienzo |
| 9   | “Latidos del Silencio”         | 81 x 65 cm.     | técnica mixta     |
| 10  | “Hilando...”                   | 81 x 65 cm.     | técnica mixta     |
| 11  | “Solo sé que se llama Noelia”  | 1.95 x 1.62 m.  | técnica mixta     |

| N.º | Obra                             | Dimensiones    | Tipo de obra      |
| --- | -------------------------------- | -------------- | ----------------- |
| 1   | “Canto y Ternura en las Alturas” | 1.50 x 1.20 m. | óleo sobre lienzo |
| 2   | “Rito en la Niebla”              | 1.00 x 80 cm.  | técnica mixta     |
| 3   | “Atipanakuy”, Varios cuadros.    |                | técnica mixta     |
| 4   | “Viaje sin Retorno”              | 1.50 x 1.20 m. | óleo sobre lienzo |
| 5   | “Danza en la Niebla”             | 1.00 x 80 cm.  | técnica mixta     |
| 6   | “Hilando Iluciones”              | 1.00 x 65 cm.  | óleo sobre lienzo |
| 7   | “Fiesta de Cintas”               | 1.00 x 65 cm.  | técnica mixta     |
| 8   | “Danza de Alturas”               | 81 x 65 cm.    | técnica mixta     |
| 9   | “Fervor Andina”                  | 65 x 54 cm.    | óleo sobre lienzo |
| 10  | “Trilla de Tayacaja”             | 65 x 54 cm.    | técnica mixta     |
| 11  | “Trillay Huaylas”                | 1.00 x 81 cm.  | técnica mixta     |
| 12  | “Ronda de Ahuaycha”              | 65 x 54 cm.    | óleo sobre lienzo |
| 13  | “Fuerza de Yanapuyo”             | 81 x 65 cm.    | óleo sobre lienzo |
| 14  | “Danza de Otoño”                 | 46 x 38 cm.    | óleo sobre lienzo |
| 15  | “Danza de la Siembra”            | 81 x 65 cm.    | óleo sobre lienzo |
| 16  | “Trilla de Ahuaycha”             | 1.00 x 81 cm.  | técnica mixta     |
| 17  | “Danza de la Nación Huanca”      | 81 x 65 cm.    | técnica mixta     |

También hizo retratos y una seria llamada “Un Canto a la Primavera” con 17 cuadros.